# Коттаям (округ)
Коттаям (малаял. കോട്ടയം; англ. Kottayam) — округ в индийском штате Керала. Образован 1 ноября 1956 года. Административный центр — город Коттаям. Площадь округа — 2203 км². По данным всеиндийской переписи 2001 года население округа составляло 1 952 901 человек. Уровень грамотности взрослого населения составлял 95,8 %, что значительно выше среднеиндийского уровня (59,5 %). Доля городского населения составляла 15,3 %.